# Kluhorski prelaz
Kluhorski prelaz (rusko Клухорский перевал, Kluhorski pereval, gruzijsko  კლუხორის უღელტეხილი,  Kluhoris ugeltehili) je gorski prelaz v Visokem Kavkazu na meji med Rusijo in Gruzijo, de facto z  neodvisno Republiko Abhazijo, ki jo priznava le nekaj držav. 
Prelaz je na nadmorski višini 2781 m. Pot čez prelaz poteka z ruske strani  od Čerkeska navzgor ob Kubanu in njegovem levem pritoku Teberdi na jug  do Kodorske soteske do Sohumija. Čez sam prelaz zdaj pelje samo makadamska cesta. Na ruski strani se nekaj kilometrov pod prelazom konča zvezna cesta A155, na gruzijski strani državna cesta Š10 (შ10). 

## Zgodovina
V drugi polovici 8. stoletja pr. n. št. in v 7. stoletju pr. n. št. so se začeli preko Kluhorskega prelaza in Darialske soteske na jug seliti konjeniški stepski nomadi s severnega Kavkaza, začenši s Kimerci. Kasneje so jim po isti poti sledili Skiti, Alani in Huni. Po isti poti so kasneje Sarmati napadli arsakidsko Partsko cesarstvo.  
Med drugo svetovno vojno so nemške enote 1. gorske divizije 17. avgusta 1942 v okviru operacije Edelweiß s severa prodirale proti Kluhorskemu prelazu. Njihov cilj je bil presekati sovjetsko cesto ob Črnem morju blizu Sohumija. V naslednjih dneh so nemške enote napadle tudi vasi Klič in Gvandra približno 15 km južno od prelaza, potem pa jih je sovjetska Rdeča armada do začetka septembra uspela potisniti nazaj na vrh prelaza. Nemška vojska je tam ostala do januarja 1943, ko je moral Wehrmacht zaradi napredovanja Rdeče armade zapustiti skoraj celoten severni Kavkaz. Prelaz Kluhor je bil eden redkih gorskih prehodov, ki jih je začasno osvojil Wehrmacht. 